# Forte do Açougue
O Forte do Açougue localizava-se na ilha Terceira, nos Açores.
Em posição dominante sobre o seu trecho do litoral, constituiu-se em uma fortificação destinada à defesa o seu ancoradouro contra os ataques de piratas e corsários, outrora frequentes nesta região do oceano Atlântico.
Encontra-se referido por Gaspar Frutuoso, no final do século XVI.
Esta estrutura não chegou até aos nossos dias.